# Tourzel-Ronzières
Tourzel-Ronzières é uma comuna francesa na região administrativa de Auvérnia-Ródano-Alpes, no departamento Puy-de-Dôme. Estende-se por uma área de 11,71 km². Em 2010 a comuna tinha 238 habitantes (densidade: 20,3 hab./km²).